# Se til venstre, der er en Svensker
Pour les articles homonymes, voir Old, New, Borrowed and Blue (homonymie).
Pour plus de détails, voir Fiche technique et Distribution.
Se til venstre, der er en Svensker (traduction littérale libre : Regardez à gauche, il y a un Suédois, aussi en anglais : Old, New, Borrowed and Blue) est une comédie dramatique danoise adhérant à la philosophie du mouvement cinématographique Dogme95, dont il porte le numéro #32, réalisée par Natasha Arthy, sur un scénario de Kim Fupz Aakeson (en) et sortie en 2003.

## Synopsis
Katrine va se marier avec un fiancé magnifique dont les parents sont riches et ils vont habiter un luxueux appartement. Son seul problème, c'est qu'elle a parfois des difficultés à dire la vérité. Cela l'entraîne à devoir partir en escapade avec Thomsen, un vieil ami qui vient de  revenir du Kenya, et qui désire aider Katrine dans ses préparatifs de mariage en retour de cette faveur. L'excursion labyrinthique a lieu, et, demain est un autre jour, le jour du mariage.

## Fiche technique
- Titre : Se til venstre, der er en Svensker
- Autres titres :
  - Dogme #32
  - Og hunden hedder Fiat 128
  - Og hunden hedder Ford Mustang
  - Old, New, Borrowed and Blue
- Réalisation : Natasha Arthy
- Scénario : Kim Fupz Aakeson
- Producteurs : Birgitte Hald, Birgitte Skov
- Photographie : Rasmus Videbæk
- Montage : Kasper Leick
- Son : Hans Møller
- Compositeurs : Kåre Bjerkø, Frithjof Toksvig
- Pays de production :  Danemark
- Langue : danois
- Durée : 95 minutes
- Dates de sortie :
  -  Danemark : 31 janvier 2003

## Distribution
- Kim Fupz Aakeson (da) : Patient
- Ibrahim Atilla Agyun : Hakan
- Lotte Andersen (da) : Mette
- Kaare Bjerkø (da) : musicien
- Nicolas Bro : vendeur
- Vigga Bro (da) : Svigermor
- Martin Buch (da) : Jesper
- Søren Byder (da) : Jonas
- Lene Maria Christensen : Katja
- Ida Dwinger (da) : policier
- Kristian Halken (da) : Vicar
- Boi Holm : musicien
- Mette Agnete Horn (da) : Miller
- Jimmy Jørgensen (da)  : musicien
- Björn Kjellman : Thomsen
- Sidse Babett Knudsen : Katrine
- Peaches La von Tholstrup : coiffeuse
- Jacob Lohmann : l'homme au chien
- Simone Madsen : la strp-teaseuse
- Louise Mieritz : Ulla
- Tina Gylling Mortensen : l'infirmière
- Sevik Perl : le chauffeur de taxi
- Lars Ranthe : Carsten
- Inge Sofie Skovbo : médecin
- Elsebeth Steentoft : patient
- Allan Valkki : un officier
- Peder Thomas Pedersen : veilleur de nuit à l'aile psychiatrique (non crédité)